# Mauricio Funes
Carlos Mauricio Funes Cartagena (født 18. oktober 1959 i San Salvador, død 21. januar 2025) var en politiker fra El Salvador, der fra 1. juni 2009 til 2014 var landets præsident.
Han var medlem af det marxistiske og socialistiske parti Frente Farabundo Martí para la Liberación Nacional.